# Gravity (Iowa)
Gravity es una ciudad ubicada en el condado de Taylor en el estado estadounidense de Iowa. En el Censo de 2010 tenía una población de 188 habitantes y una densidad poblacional de 243,58 personas por km².

## Geografía
Gravity se encuentra ubicada en las coordenadas 40°45′37″N 94°44′37″O / 40.76028, -94.74361. Según la Oficina del Censo de los Estados Unidos, Gravity tiene una superficie total de 0.77 km², de la cual 0.77 km² corresponden a tierra firme y (0%) 0 km² es agua.

## Demografía
Según el censo de 2010, había 188 personas residiendo en Gravity. La densidad de población era de 243,58 hab./km². De los 188 habitantes, Gravity estaba compuesto por el 99.47% blancos, el 0% eran afroamericanos, el 0% eran amerindios, el 0% eran asiáticos, el 0% eran isleños del Pacífico, el 0.53% eran de otras razas y el 0% pertenecían a dos o más razas. Del total de la población el 1.06% eran hispanos o latinos de cualquier raza.